# Krone (Uhr)

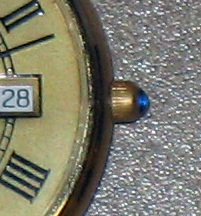
Aufzugkrone mit eingesetztem Saphir-Cabochon

Krone hat bei Kleinuhren zwei Bedeutungen, ein knopfartiges gerändeltes Bedienelement zur Einstellung der Uhrzeit und zum Handaufzug der Gangreserve (synonym Aufzugkrone) oder ein Zahnrad, das im Uhrwerk den Aufzugstrieb mit dem Sperrtrieb des Federhauses verbindet.

## Aufzugkrone

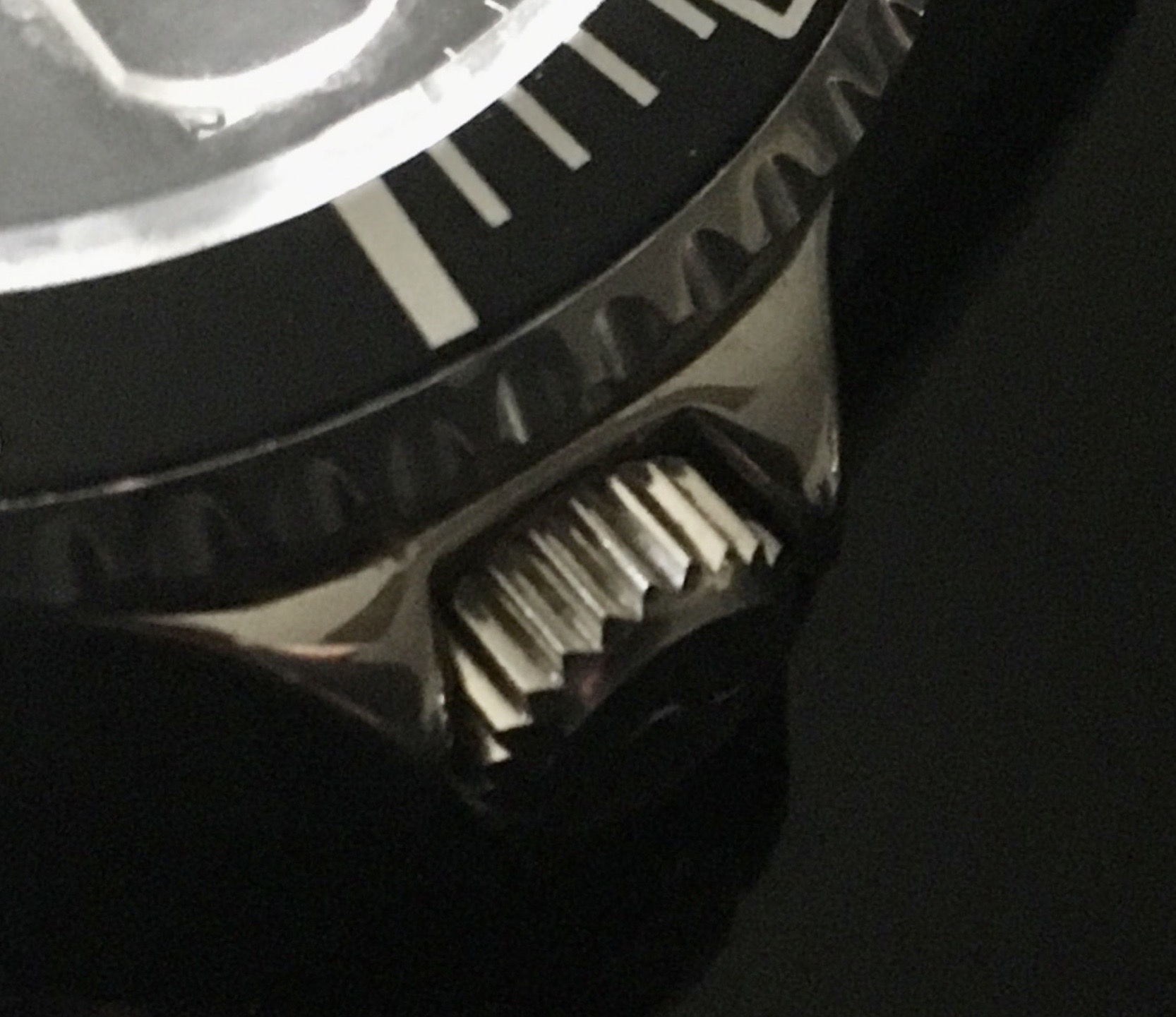
Typische Ausführung der Krone bei einer Taucheruhr. Die beiden seitlichen und gerundeten Metallvorsprünge neben der Krone verhindern eine Beschädigung durch Hängenbleiben oder Stoß.

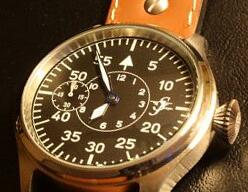
Nachbau einer militärischen Beobachtungsuhr aus dem Zweiten Weltkrieg, bei der die Krone als so genannte Zwiebelkrone ausgeführt ist, die auch mit Fliegerhandschuhen bedienbar war

Die Aufzugkronen werden, je nach Gestaltung, als Breguetkrone, Louis XV rund, Louis XV flach, abgeschrägt, Zwiebelkrone oder zylindrische Krone bezeichnet. Durch Drehen der Krone kann (nur in einer Drehrichtung) die Feder im Federhaus gespannt werden. Durch Herausziehen und Drehen kann die Uhrzeit und gelegentlich auch das Kalenderdatum eingestellt werden. Die Aufzugkrone ist am Ende der Aufzugwelle angebracht, die von außen durch das Uhrengehäuse hindurch auf das Uhrwerk einwirkt.

## Weitere Kronen
Bei komplizierten Uhren kommen oftmals weitere Kronen vor, um Zusatzfunktionen einzustellen und – bei zusätzlichen Federhäusern – diese auch aufzuziehen, z. B. die Weckzeit oder die Verstellung innenliegender Lünetten.
Eine Variante der Aufzugkrone ist die Krone mit Drücker, die bei Chronographen gelegentlich verwendet wird.